# Isosaphanodes
Isosaphanodes is een kevergeslacht uit de familie van de boktorren (Cerambycidae). De wetenschappelijke naam van het geslacht werd voor het eerst geldig gepubliceerd in 1958 door Breuning.

## Soorten
Isosaphanodes is monotypisch en omvat slechts de volgende soort:
- Isosaphanodes maynei (Lepesme & Breuning, 1956)